# ささみさん@がんばらない
『ささみさん@がんばらない』（ささみさんがんばらない）は、日日日による日本のライトノベル。イラストは左が担当している。2009年12月から2013年6月まで、ガガガ文庫（小学館）から既刊11巻が刊行され、完結編となる12巻の執筆が予告されていたが、未完となっている。
テレビアニメが2013年1月より3月までTBS系で放送された。また、コミカライズ版が『週刊少年サンデー』で2012年10月から2013年5月まで連載された後、『週刊少年サンデーS』2013年8月号から11月号まで連載された。

## 登場人物
声の項は特記ない限りアニメ版のキャストとする。

### 主要人物
本作の主要人物について記述する。第1巻から登場している。
月読 鎖々美（つくよみ ささみ）
声 - 阿澄佳奈 / 城雅子（ガガガ文庫のCM）
本作の主人公。桜ノ花咲夜学園の生徒で、1年右組所属。4巻からは2年左組、7巻からは3年心組に進級。天沼矛町で兄・神臣と2人暮らしをしている。重度の引きこもりで学園には通っていなかったが、1年の2月から通い始める。口では兄が大嫌いと公言しているが、実際には生活面で兄への依存度が高い。怒ると言葉が下品になるなど性格に二面性がある。引きこもっていた頃は自室から「お兄ちゃん監視ツール」を用いて神臣を中心とした外の世界を覗いていた。
引きこもっている間はソーシャルネットワークサービス「八岐大蛇SNS」に没頭しており、1巻ではそれが原因の『怪異』に巻き込まれる。
神霊「最高神のちから」をその身に封じた「月読の巫女」であり「がんばる」日々を送っていたが、インターネットを通して世界を知ったことで負担から耐え切れず兄を連れて逃げ出し「がんばらない」ことを選ぶ。2巻以後は外へ出られるようになり、事件に巻き込まれながらも家族や邪神三姉妹との絆と共に「がんばる」と「がんばらない」を繰り返している。4巻から2年生へ。7巻から3年生へ進級している。巻が進むにつれて友人となったかがみや情雨に対して百合チックなスキンシップを繰り出すようになる（特にかがみとの仲が深いため、クラスでは「あの二人は付き合っている」という噂が浸透している。また、クラスではあの二人をそっと見守ろうという雰囲気になっており、そのことが他の友人が出来ない一因となっている）。
名前は『魔法少女プリティサミー』に登場する砂沙美から取られている。
月読 神臣（つくよみ かみおみ）
声 - 大塚芳忠、少年期 - 斎藤千和 / 河本邦弘（ガガガ文庫のCM）
桜ノ花咲夜学園の教員。常に顔を何かで隠している。誰に対しても敬語で話し、鎖々美に対しても「さん」付けで呼ぶ。
妹・鎖々美に対し強い愛情を抱き、溺愛しているが、甘やかすことはしていない。基本は真面目な人間だが、たまに教師であることが不自然なほど常識に疎い一面や、妹に兄妹として不適切な欲求を抱いていると思わせる一面を見せる。
実は、イザナギとイザナミが最初に生み出した不具の神「ヒルコ」の立ち位置にいる。そのため呪々からも「哀れな存在」だと鎖々美の幼少の頃からの世話役を許している。
実質アマテラスの兄であり、つるぎや月読一家から「兄」と呼ばれるのもそういう繋がりである。
邪神 つるぎ（やがみ つるぎ）
声 - 斎藤千和
邪神三姉妹の長女。桜ノ花咲夜学園の教員（鎖々美の担任）。31歳。
実年齢は大人であるはずだが、見た目は子供にしかみえない「ちびっこ先生」。その性格はエロ親父のそれで、日常的に公的な場所でエロゲをしたり、女性にセクハラを繰り返している。その一方で、世界と鎖々美や妹達の「がんばる」姿を見守る「大人」でもある。
その正体は、かつてイザナギとイザナミから全権（最高神のちから）を任された「太陽神アマテラス」である。鎖々美の願いによって、アマテラスが実体化した存在といえる。かがみ・たまは、つるぎが体を切り離して作った「娘」とも言える存在だが、恥ずかしいので姉と名乗ってる。
つるぎの変名どおり、「神剣アメノムラクモ」を所持しており、それを振るって戦う。最高神現役時代は今の子供の姿をそのまま成長させたような姿をしていた。
邪神 かがみ（やがみ かがみ）
声 - 花澤香菜
邪神三姉妹の次女。桜ノ花咲夜学園1年右組（4巻より2年左組）の生徒。鎖々美とは当初お互いにぎこちない関係でもあったが、お互いに最初に出来たかけがえのない親友となる。
常に眠そうにしており、「〜なのです」というしゃべり方をする。アニメ版ではダジャレ混じりの話し方もする（「甘いのです、チョコだけに」など）。
その正体は、つるぎが切り離した体の一部を、秘密結社「アラハバキ」が改造した「霊的ロボット」である。神霊「炎帝カグツチ」をその身に封じている。後につるぎに奪還されて帰順、邪神かがみと名を変えた。その体には兵器が満載されているほか、「八咫の鏡」を内蔵、「炎帝カグツチ」の火炎能力も健在であり、戦闘能力は姉妹に劣っていない。神々のような空中浮遊こそしないものの、背中に翼を生やして飛行することができる。
邪神 たま（やがみ たま）
声 - 野中藍 / 城雅子（ガガガ文庫のCM）
邪神三姉妹の三女。小学3年生。9歳。
つるぎとは反対に、見た目は大人の女性（しかも巨乳）だが実年齢は小学生である。性格は無邪気で年齢相応かそれ以上に幼い。舌足らずで、しばしば語尾が「〜だお」になる。つるぎから、鎖々美と神臣を親のようなものだと言われているため、それぞれ「ママりん」、「パパりん」と呼んで懐いている。
つるぎが「最高神のちから」を与えるための次世代神として、立派な外見で生み出したたまだが、精神は年齢相応であるというミスマッチがたまの特徴である。戦闘技術は未熟そのものだが、次世代神として神を「捕食」し、吸収してしまう能力をもつ。
「改変」の結果、月読家の人々や姉達、神霊「クシナダヒメ」の力を持つ希美などを除いた普通の人間からは「大人」の肉体を持つ彼女が小学生をしていることに違和感を持たれていない。幼いが、自分が「改変」することによって人々の心を操ってしまうのではないかということを恐れており、それゆえに「改変」の影響を受けづらい鎖々美や希美にはよくなついている。

### 月読神社
月詠の一族や、その関係者について記述する。第2巻以降から登場している。
月読 呪々（つくよみ じゅじゅ）
声 - 浅川悠
鎖々美の母親であり先代の「月読の巫女」。鎖々美は母を尊敬しており、また呪々自身も不器用ながら娘を愛していた。
鎖々美が幼いころに死亡したはずだが、鎖々美が「がんばらない子」になったのを見かねて「根の国」から黄泉返り、鎖々美に強行的な手段を取ろうとして邪神三姉妹と敵対。最終的に敗れるも、鎖々美に取り憑いていた玉藻前に対抗するためにつるぎと共闘。その際に鎖々美・邪神三姉妹と和解する。
鎖々美の肉体による「神産み」の形で数年足らずの寿命ながら転生する。その際に一時的ながら「最高神のちから」を預かることになった。
弟の留座を幼い頃より愛し、熱烈な告白をした後に、二人の間に鎖々美をもうけた経緯があり、転生した現在でも留座のことを愛している。が、自分が死んでる間に妙な性癖を持ったことに大変激昂した。神臣を「兄」と呼んでいるが、詳細は不明。
月読 留座（つくよみ るざ）
声 - 小山力也
鎖々美の父親。肉腫を切り落とし「最高神のちから」だけを奪おうとするも、つるぎに阻止される。
呪々の弟でもあり、若い頃は優秀な姉に比べて劣っていることにコンプレックスを抱き、たびたび家を捨てて町で生活しようと逃走するたびに呪々に捕まっていたが、後に呪々の告白を受けて相思相愛となり、鎖々美をもうけたのをきっかけに修行に励んでそれなりに成長したが、若い頃からのへタれっぷりは変わっていない。特に邪神姉妹の襲撃で月読神社を失い、最高神の力の奪還も失敗してからは、無気力な生活を送っている。
その後、無気力な生活を送っている中で弥火とSMプレイ（弥火がSで留座がM）をするような仲になった。
布津野 弥火（ふつの みか）
声 - 葉月絵理乃
月読神社の巫女さん。月読神社の関係者からは主に「ミッちゃん（仮）」となぜか（仮）をつけて呼ばれる。業務日誌においても自身をミッちゃん（仮）としている（ただしアニメ版では（仮）は読まない）。3巻では、ある理由で当主である留座から「ミッさま（仮）」と呼ばれるようになってしまった。
素性が明らかになるのは3巻からだが、1巻からそれらしき人物は登場している。
本人によると「いつもニコニコあなたのそばに這いよる謎の後輩キャラ」。鎖々美の前に突如現れ、「邪神オリエンテーリング」に強引に誘い込む。日留女の失われた過去に関係のある人物であり、7巻におけるキーパーソン。
月読 日留女（つくよみ ひるめ）
鎖々美にそっくりな外見をした謎の少女。7巻における主人公。初登場は6巻だが、存在と名前自体はそれ以前に神臣の記憶の中で示唆されている。
月読 るるな（つくよみ るるな）
呪々が生み出した鎖々美の妹。「対抗兵器」。
肉腫（にくしゅ）
声 - 阿澄佳奈
愛称は「肉ちゃん」。鎖々美に埋め込まれていた別人格。鎖々美の身の安全を守ることとは別に自我が生まれており、自由になるために神臣をそそのかしたり月読神社と接触を計ったりするが、つるぎに阻止され三姉妹のペットのウサギとして飼われることとなる。それ以後は鎖々美や邪神三姉妹との仲も良好。

### アラハバキ
悪徳オカルト結社「アラハバキ」の関係者について記述する。第3巻以降から登場している。
蝦怒川 情雨（えどがわ じょう）
声 - 沼倉愛美
2年編から登場。鎖々美の宿敵（自称）にして親友。かがみとは鎖々美を巡るライバル。桜ノ花咲夜学園2年左組（3巻より登場）の生徒で鎖々美のクラスメイト。
クラスでは議事長を務めていて、桜ノ花咲夜学園の生徒会長もしている。また、悪徳オカルト結社「アラハバキ」の首領。鎖々美とは対照的に努力家であり、活発的で男勝りな面も持つ。『くっくっく』と魔女のような笑い方する。鎖々美を一方的にライバル視し何かと突っかかるが、その居丈高な言動から当の鎖々美には中二病だと勘違いされている。
神霊『まつろわぬものアラハバキ』をその身に封じており、神々を捕食し取り込むことができる。夜の間は、体が男性化しており、オチンチンが生えている。父の意志を継ぎ世界征服を目論んでいて、唯一神になろうとしている。
玉藻前（たまものまえ）
声 - 日高里菜
悪徳オカルト結社『アラハバキ』の幹部であり、一万年生きる伝説の金毛白面九尾の狐。情雨の保護者のような存在でもある。
初登場時は過去を「改変」して鎖々美と最高神のちからを手中に収めようとしたものの、つるぎと呪々の共同戦線もあって敗北。しかし鎖々美が情雨に対して友情を向けていることには好意的である。
翼将ガルーダ（よくしょうガルーダ）
悪徳オカルト結社『アラハバキ』の幹部であり、鳥人。地方神話の最高神クラスに匹敵する力を有している。だが、思考能力はほとんどない。
首領（しゅりょう）
その名の通り、悪徳オカルト結社『アラハバキ』の先代の首領。名前が出た時点で既に故人。「首領」はスカイプ名であるほか、『アラハバキ』内での部下たちからの呼び名でもある。
『根の国』で忘れ去られた旧神『這いよる混沌アバオ・アクー』を手中に入れ、野望達成のため再起を狙う。ラスボス的な存在。
淡島さま（あわしまさま）
声 - 宮下栄治
安産と子守りの神。フランクな口調が特徴。
イザナギとイザナミが２番目に生んだ不具の神「アハシマ」であり、神臣とは同じような立場にある。

### 神話の神々
八百万の神々や、諸外国の神々について記述する。
スサノヲ
声 - 桐本琢也
「根の国」の王にして英雄神と呼ばれる。邪神つるぎの弟に当たる存在。つるぎを男にして成長させたかのような外見で、厨二病めいた口調で話す。マザーコンプレックスの気があるのか、女性を褒めてもその直後に「ママ」と対比し、結果的に「ママ」を褒める。
死後の世界である「根の国」の王だけあり、黄泉の軍勢(ヨモツイクサ)を操り「根の国」を管理している。「魔剣アメノハバキリ」を所持する。
イザナミ
英雄神スサノヲの母親。死体のように顔色が悪く、皮膚はつぎはぎ、目元には大きな隈があり、頭にはたくさんのナイフが王冠のように突き刺さっているという異様な外見をしている。スサノヲによると「照れ屋さん」らしく、何かを言いたいときはスサノヲに囁き、それをスサノヲが通訳して話すといった方法をとっている。
一日に千の『死』を生産でき、頭に刺さったナイフを放つことで対象に死を与える。
スサノヲを溺愛しており、常に一緒に行動している。
怠惰な墓守サムディー男爵
声 - 千葉一伸
多神教であるブードゥーの神。シルクハットが特徴。玉藻前に協力して、ゾンビを使い陽動作戦を展開する。
ヴィシュヌ
印度神話の「最高神」。ギリシア神話の神々による「現代のトロイア戦争」で失ったものを取り戻すべく訪れた鎖々美と情雨を鍛え上げる。
｢邪神オリエンテーション｣後は邪神三姉妹の家の近所で暮らしている。
「るる〜ん♪」という謎の口癖がある。作者によると、インド→カレー→ルー→「るる〜ん♪」とのこと。

### たまの友人
たまの友人について記述する。
櫛名田 希美（くしなだ のぞみ）
たまのクラスメイトの委員長。たまが小学生として存在することを「普通ではない」と知覚出来る数少ない人物。実は、神霊「クシナダヒメ」の力を持っており、それ故に怪異を認識出来てしまう所もあった。
基本的には「〜なのよ」を語尾に付けてしゃべることが多いだけの普通の少女。
キュピちゃん
たまがふとしたことから保護した宇宙人。

### その他の人物
マキナ
声 - 松来未祐
「八岐大蛇SNS」のナビゲーターを務めるキャラクター。つまり、劇中劇に登場するキャラクター。基本的にはかわいらしい声だが、職業選択で一定時間選択肢を選べない人間には罵倒と共に「負け犬」の職業を与える。
八岐大蛇（やまたのおろち）
「八岐大蛇SNS」の最終ボス。つまり、劇中劇に登場するキャラクター。設定的には「いつか復活する魔王」でありゲーム的には彼を倒す冒険者を育成することが目的。ゆえに彼を倒すと物語が終わってしまう。
3年前に「月読の巫女」としてがんばることから疲れてネットカフェに逃げ出した鎖々美が「この世界がずっと続けばいいのに」と考えて無意識に生み出した「最高神のともがら」である。その目的はプレイヤーをネットゲームに引きずり込んで吸収することでプレイヤーを昏睡状態に陥らせていた。その中にはつるぎ・神臣の受け持つ学生も多くいた。「神格」はかなり高いが現実には興味はなく、ゲーム世界を維持することだけが目的。
たまとつるぎの不在を狙って鎖々美・神臣と「神格」の低いかがみをゲーム内に引きずり込むことに成功したが、現実に居場所を見つけた鎖々美は他人を犠牲にしてまでこの世界を維持していく必要はないとして「がんばって」今までこの世界を守ってくれていた八岐大蛇を眠らせる。
女性声優
声 - 仁後真耶子
サブカル系ショップ「うずめのあな」でライブをやっていた声優。掛け声は「Say!You!」。しかしその正体は鎖々美から「最高神のちから」を奪い返そうとしていた月読神社の者。アニメ版では留座の変装であった。

## 世界観
本作は「ありとあらゆる存在に神が宿る」という八百万の神の思想に基づいた世界設定である。
神々は自分に都合のいい世界を作ろうとするため、「改変」を起こすことがある。改変とは、神格の高い神が下位の神を支配することにより、世界を自由に変化させる現象である。人間の認識まで書き換えられるため、一般の人間では感知することは不可能。

### 舞台
作品の舞台は、天沼矛町（あめのぬぼこちょう）。
桜ノ花咲夜学園（このはなさくやがくえん）
天沼矛町の真ん中あたりにある、鎖々美やかがみが通う高校。桜並木で有名。
かがみは『創る会』という同好会に所属している。
月詠神社
ニニギノミコトの子孫である一族で、女性は月詠の巫女として『最高神のちから』を受け継いでいる。
近親相姦を繰り返して存続しており、男は巫女の世話役・黒子として、女は世界を人間に都合のいい世界として維持するために使い潰される運命にある。ゆえに鎖々美は「がんばる」ことから逃げ出すこととなる。

### 神々
あらゆるものに宿る、自我や人格のような存在。日本神話やギリシア神話、印度神話など、様々な神々が登場する。
神々は「神霊」とも呼ばれ、神々が実体化したものを「妖怪」と呼ぶ。
アマテラス
太陽神。創造神イザナギから全権を任された、日本神話の最高神である。
かつて、神話から歴史に移り変わる際に「神々としてのアマテラス」と「人間としてのアマテラス」の二つに分かれた。人間としてのアマテラスは、ニニギノミコトの先祖とされる「オオヒルメムチ」である。
アマテラスは「邪神つるぎ」として実体化しており、オオヒルメムチはヴィシュヌに取り込まれていた。
現在は、神々を統制する能力を「最高神のちから」として切り離しており、オオヒルメムチは「月詠日留女」として復活している。
ヴィシュヌ
太陽神。現世利益をつかさどる、印度神話の最高神である。元々は、泉や河川をつかさどる神々だった。
あらゆる神々や歴史上の偉人を「ヴィシュヌの姿を変えた姿」として同一視することで、神性を取り込んでいった複合神格である。これは、水の性質である「姿を変遷させる」事に由来する。仏教、エジプト神話、ギリシア神話など、あらゆる神々を統合している。

### 神霊
人間の中には神々を利用する者がおり、神々を「神霊」として霊的ロボットに宿らせたり、神格の低い神々を実体化させて「妖怪」として行使する場合がある。自身の肉体に「神霊」を封じて己を強化する者も存在する。
最高神のちから
最高神アマテラスがニニギノミコトに貸し与えた、神々を統制する力。現在は、ニニギノミコトの子孫である月詠一族が受け継いでいる。
アマテラスは日本の最高神であるため、「最高神のちから」で支配できるのは日本の神々だけでる。
アマテラスの「神霊」ともいえる能力だが、アマテラスの魂や本体は邪神つるぎにあるため、つるぎが望めば「最高神のちから」を取り戻すことも可能。
まつろわぬものアラハバキ
情雨がその身に封じている神霊。日本神話における「唯一神」である。
神々を捕食し取り込む力を持つ「合成神仏」である。
這いよる混沌アバオ・アクー
アラハバキ首領がその身に封じている神霊。根の国に眠っていた。
「頂上まで登れば神仏になれるという塔」にて頂上を目指す者を襲う怪物。神仏に至るまでの宗教体験を神格化したような存在。
首領と関わり続けるだけで、その者の神格が高まる。対象を「永遠に先延ばしにする」ことができる。

## 制作背景
担当編集者が飛び込みで日日日に「ガガガ文庫で書いてほしい」とお願いしたところ、当初は断られたものの連絡先は交換した。その後、メールでのやり取りの中で「ネットでの情報の広がり方って、神話の成り立ちと似たところがないか」という話題で盛り上がり、この話に着目した日日日が「何か書けるかもしれない」となったことで本作の企画が立ち上がった。
本作は「月読鎖々美の一人称小説（「語り部」は月読鎖々美）」であると同時に「月読神臣の三人称小説（「主人公」は月読神臣）」である。事件の中心にいる神臣を外から見ていることしかできない鎖々美は、発生する事件について突っ込みを入れたり感想を書いたりするものの本質的に自身がかかわることは出来ないという構図になっている。そして、この現状を変えるためには「引きこもるのをやめて、頑張るしかない」ということを揶揄したものが本作のタイトルとなっている。

## 既刊一覧

### 小説
- 日日日（著） / 左（イラスト） 『ささみさん@がんばらない』 小学館〈ガガガ文庫〉、既刊11巻（2013年6月18日現在）
  1. 2009年12月23日初版発行（12月18日発売[11]）、ISBN 978-4-09-451176-5
  2. 2010年4月25日初版発行（4月20日発売[12]）、ISBN 978-4-09-451202-1
  3. 2010年8月23日初版発行（8月18日発売[13]）、ISBN 978-4-09-451223-6
  4. 2010年12月22日初版発行（12月17日発売[14]）、ISBN 978-4-09-451244-1
  5. 2011年4月24日初版発行（4月19日発売[15]）、ISBN 978-4-09-451265-6
  6. 2011年8月23日初版発行（8月18日発売[16]）、ISBN 978-4-09-451289-2
  7. 2011年12月22日初版発行（12月17日発売[17]）、ISBN 978-4-09-451311-0
  8. 2012年6月24日初版発行（6月19日発売[18]）、ISBN 978-4-09-451347-9
  9. 2012年9月24日初版発行（9月19日発売[19]）、ISBN 978-4-09-451362-2
  10. 2012年12月23日初版発行（12月18日発売[20]）、ISBN 978-4-09-451381-3
  11. 2013年6月23日初版発行（6月18日発売[21]）、ISBN 978-4-09-451420-9

### 漫画
- 日日日（原作） / 左（キャラクター原案） / 西川彰（作画） 『ささみさん@がんばらない』 小学館〈少年サンデーコミックス スペシャル〉、全4巻
  1. 2012年12月18日発売[22]、ISBN 978-4-09-124208-2
  2. 2013年3月18日発売[23]、ISBN 978-4-09-124274-7
  3. 2013年6月18日発売[24]、ISBN 978-4-09-124339-3
  4. 2013年12月18日発売[25]、ISBN 978-4-09-124545-8

## テレビアニメ
2011年12月にアニメ化が発表され、2013年1月から3月まで、TBSテレビ、中部日本放送（現・CBCテレビ）、サンテレビ、BS-TBSにて放送された。次回予告には「がんばらない○○」のコーナーが入る。

### スタッフ
- 原作 - 日日日[4]
- 監督 - 新房昭之[4]
- 副監督 - 龍輪直征[4]
- シリーズ構成・脚本 - 高山カツヒコ[4]
- キャラクター原案 - 左[4]
- アニメーションキャラクターデザイン - 原田大基[4]
- 総作画監督 - 原田大基、佐々木貴宏、田中春香[4]
- プロップデザイン - 高野晃久
- 美術設定 - 大平司[4]
- 美術監督 - 内藤健[4]
- 色彩設計 - 日比野仁[4]
- 編集 - 松原理恵[4]
- 撮影監督 - 内村祥平
- 音楽 - 橋本由香利
- 音響監督 - 鶴岡陽太[4]
- 音楽プロデューサー - 小池克実
- 音楽制作 - ランティス
- プロデューサー - 田中潤一朗、足立和紀、大嶋実句、金庭こず恵、小池克実、浦城義明
- アニメーション制作 - シャフト[4]
- 製作協力 - アニプレックス、シャフト、ムービック、ランティス、BS-TBS
- 製作 - 製作委員会@がんばらない、TBS

### 主題歌
オープニングテーマ「Alteration」
作詞・作曲・編曲・歌 - ZAQ
エンディングテーマ「浸透圧シンフォニー」
作詞・作曲・編曲 - 前山田健一 / 歌 - 月読鎖々美（阿澄佳奈）
最終話以外、登場キャラクターによる歌や会話等のガヤが入り、歌が非常に聞き取りづらくなっている。以下は話ごとの内容の一覧。第3話からED映像が変更されている。
- 第1話 - 月読鎖々美（阿澄佳奈）のあらかじめ録音した歌がバックに流れた。
- 第2話 - 誰も歌わなかったため、月読神臣（大塚芳忠）のシャウトと、オフボーカルで流れた。
- 第3話 - 邪神三姉妹が参加し、主に邪神つるぎ（斎藤千和）と邪神たま（野中藍）が途中から歌った。
- 第4話 - 鎖々美がテンション高く歌うのだが、実際は鎖々美を装った肉腫（阿澄佳奈）である。
- 第5話 - 前話の容疑者がスタップにおいしく頂かれたことが告げられ、途中から鎖々美と邪神かがみ（花澤香菜）で歌う。
- 第6話 - 神臣が鎖々美の代わりに月読呪々（浅川悠）に歌わせようとする。
- 第7話 - 歌える人がいないので、かがみがたまに歌わせる。歌っている間、かがみは寝ていた。
- 第8話 - 天岩戸状態（実は寝てただけ）の鎖々美に、神臣とかがみとたまが歌う。
- 第9話 - 蝦怒川情雨（沼倉愛美）が歌う。
- 第10話 - こっそり鎖々美が歌う。
- 第11話 - 神臣と邪神三姉妹に言われ、鎖々美がいやいや歌う。
- 最終話 - （やっと）ガヤ無し。

挿入歌「リボンがフワリ」（第4話）
作詞・作曲・編曲 - 橋本由香利 / 歌 - 女性声優（仁後真耶子）

### 各話リスト
| 話数     | サブタイトル           | 絵コンテ          | 演出       | 作画監督                                                     | 次回予告コーナー          |
| -------- | ---------------------- | ----------------- | ---------- | ------------------------------------------------------------ | ------------------------- |
| 第一話   | 明日からがんばる       | 龍輪直征          | 龍輪直征   | 佐々木貴宏                                                   | がんばらない占い          |
| 第二話   | 自宅警備員             | 岩崎安利 龍輪直征 | 永岡智佳   | 田中春香、篠田知宏                                           | がんばらない@天気予報     |
| 第三話   | 働いたら負け           | 川畑喬            | 川畑喬     | 松本元気                                                     | がんばらないクッキング    |
| 第四話   | 実家に寄生             | 高橋知也          | 石川俊介   | 高野晃久、斉藤和也                                           | がんばらない@相談室       |
| 第五話   | まだ本気出してないし   | 関野昌弘          | 龍輪直征   | 大梶博之、斉藤美香                                           | がんばらない@クイズ       |
| 第六話   | 迷惑かけてるのは親だけ | 鈴木利正          | 奥野耕太   | 中村直人、佐々木貴宏 高野晃久                                | がんばらない体操          |
| 第七話   | 声の出し方忘れた       | 川畑喬            | 川畑喬     | 松本元気、新垣一成 小堺能夫、松浦力                          | がんばらない@ランキング   |
| 第八話   | 戦略的孤独             | 高橋知也          | 永岡智佳   | 篠田知宏、斉藤和也                                           | がんばらない@ショッピング |
| 第九話   | できないんじゃない     | 佐々木満          | 石川俊介   | 大梶博之、古賀美裕紀 岩崎たいすけ、松本元気 桜井司、長山延好 | がんばらない@プロレス     |
| 第十話   | 見えない敵と戦ってみる | 佐々木満          | 岡田堅二朗 | 中村直人、斉藤美香 篠田知宏、長山延好                        | （脚注を参照）            |
| 第十一話 | 恋愛なんて都市伝説     | 川畑喬            | 川畑喬     | 松本元気、新垣一成 桜井司、長山延好 大梶博之、高野晃久       | がんばらない@ドラマ       |
| 最終回   | 明日もがんばらない     | 鈴木利正          | 龍輪直征   | 岩崎たいすけ、中村直人 松本元気、篠田知宏 斎藤和也、大梶博之 | -                         |

### 放送局
| 放送地域   | 放送局          | 放送期間                | 放送日時           | 放送系列   | 備考                                |
| ---------- | --------------- | ----------------------- | ------------------ | ---------- | ----------------------------------- |
| 関東広域圏 | TBSテレビ       | 2013年1月10日 - 3月28日 | 木曜 25:25 - 25:55 | TBS系列    | 製作局、字幕放送 番組連動データ放送 |
| 兵庫県     | サンテレビ      | 2013年1月13日 - 3月31日 | 日曜 25:30 - 26:00 | 独立局     |                                     |
| 中京広域圏 | 中部日本放送    | 2013年1月17日 - 4月4日  | 木曜 26:30 - 27:00 | TBS系列    | 字幕放送                            |
| 日本全域   | BS-TBS          | 2013年1月19日 - 4月6日  | 土曜 25:00 - 25:30 | BS放送     | 製作協力                            |
| 日本全域   | TBSオンデマンド | 2013年1月22日 - 4月9日  | 火曜 24:00 更新    | ネット配信 |                                     |
| 日本全域   | AT-X            | 2013年2月6日 - 4月24日  | 水曜 22:30 - 23:00 | CS放送     | リピート放送あり                    |

### Blu-ray / DVD
| 巻数 | 発売日        | 収録話          | 規格品番     | 規格品番     | 規格品番  |
| 巻数 | 発売日        | 収録話          | BD限定版     | DVD限定版    | DVD通常版 |
| ---- | ------------- | --------------- | ------------ | ------------ | --------- |
| 1    | 2013年3月27日 | 第1話 - 第2話   | ANZX-6861/62 | ANZB-6861/62 | ANSB-6861 |
| 2    | 2013年4月24日 | 第3話 - 第4話   | ANZX-6863/64 | ANZB-6863/64 | ANSB-6863 |
| 3    | 2013年5月22日 | 第5話 - 第6話   | ANZX-6865/66 | ANZB-6865/66 | ANSB-6865 |
| 4    | 2013年6月26日 | 第7話 - 第8話   | ANZX-6867/68 | ANZB-6867/68 | ANSB-6867 |
| 5    | 2013年7月24日 | 第9話 - 第10話  | ANZX-6869/70 | ANZB-6869/70 | ANSB-6869 |
| 6    | 2013年8月21日 | 第11話 - 第12話 | ANZX-6871/72 | ANZB-6871/72 | ANSB-6871 |

### WEBラジオ
『あすみさん@がんばらない』は、2013年1月からランティスウェブラジオで隔週火曜日に配信されているラジオ番組。2012年12月25日にはプレ配信された。パーソナリティは月読鎖々美役の阿澄佳奈。全8回。
3月26日配信の回では、ゲストの野中藍の役に合わせて『ママりん@がんばらない』というタイトルで配信され、放送回数も別番組扱い（第1回）となっている。
- ゲストパーソナリティー
  - 1月度 ゲスト：邪神つるぎ役の斎藤千和（1月15日、29日）
  - 2月度 ゲスト：邪神かがみ役の花澤香菜（2月12日、26日）
  - 3月度 ゲスト：邪神たま役の野中藍（3月12日、26日『ママりん@がんばらない』）
  - 4月度 ゲスト：蝦怒川情雨役の沼倉愛美（4月9日、23日）
  - 5月度 ゲスト：野中藍・沼倉愛美（5月14日）

## パチスロ
- ささみさん@がんばらないすろっと（DAXEL、2014年9月発売）

## その他
- NECビッグローブから配信されているカードコレクションゲームアプリ『嫁コレ』にキャラクターが参加している。
- ムービックとエンスカイのトレーディングカードゲーム『プレシャスメモリーズ』に参戦している。